# 斯特凡纳·姆比亚
斯特凡纳·姆比亚·埃通迪（法語：Stéphane Mbia Etoundi，1986年5月20日—）是一名喀麥隆足球運動員，擔任防守中場，曾效力法國球隊雷恩、馬賽及英國球隊昆士柏流浪、中國球隊河北華夏幸福。曾代表喀麥隆國家足球隊出賽。

## 外部連結
- Stéphane Mbia's profile, stats & pics （页面存档备份，存于）
- 足球数据库：麥比亞的球员统计数据